# Королівщина
Королі́вщина, або коро́нні зе́млі — землі королівського домену, державні землі. Категорія європейського середньовічного і модерного права.

## Назва
- Королі́вщина, крулевщизна (нім. Königsgut, пол. królewszczyzna)
- Королівський домен (англ. royal domain, італ. dominio reale, нім. Krondomäne)
- Коро́нні зе́млі (англ. crown land, ісп. Tierras de la Corona, італ. terra della corona нім. Kronland, Krongut, фр. terre de la Couronne)

## Велика Британія
Коронні володіння — володіння монарха Великої Британії, які не входять до складу Сполученого Королівства, але не є при цьому заморськими територіями.

## Польща
Королівщина (пол. Królewszczyzna) у колишній Речі Посполитій — королівські маєтки, що складалися з маєтків і міст у всіх повітах країни.
Формально королівські маєтки поділялися на економії (пол. dobrami stołowymi, dobrami stołu królewskiego), староства та інші маєтки, зданих у довічну оренду чи відданних шляхті як «хліб заслужених» (лат. panis bene merentium).
Прибутки з них ішли на утримання двору, кварцяного, тобто найманого, війська, оплачуваного з кварти — 1/4 частини прибутків від королівщин.
Управління королівщинами здійснювалося через староства — судово-адміністративні округи, підпорядковані королівським намісникам — старостам.
Найбільші  економії Польщі та Великого князівств Литовського в 17 і 18 століттях:
- Гродно

- Мальборк

- Краківські магнатські маєтки[4] під управлінням великорадця, з Неполоміце

- Могильов

- Самбір — Самбірська економія

- Уманщина включала чотири райони: 
  - Уманьський
  - Головневський
  - Богопільський
  - Хащуватий

Найбільша кількість староств на українських землях розміщувалася в пограничному Київському воєводстві, де у 30—40 роки XVII ст. існували Білоцерківське, Богуславське, Гадяцьке (утворене 1634 р.), Житомирське, Канівське, Корсунське, Любецьке, Овруцьке, Остерське, Переяславське, Черкаське староства.

## Франція
Королівський домен (domaine royal), коронні землі, маєток корони або Франції відноситься до земель і володінь, якими безпосередньо володіли королі Франції. До правління Генріха IV королівський домен не охоплював усю територію Французького королівства, і протягом більшої частини Середньовіччя значні частини королівства були прямими володіннями інших феодалів.
У X—XI століттях перші Капетинги, будучи правителями Франції, були одними з найменш могутніх великих феодалів Франції з точки зору володіння територією. Поступово, шляхом використання феодального права (і, зокрема, конфіскації ленів у бунтівних васалів), вмілих шлюбів із жінками-спадкоємицями великих ленів і навіть купівлею, королі Франції змогли збільшити королівський домен, який до XVI століття, почав збігатися з усім королівством. Однак середньовічна система апанажу (поступка феода сувереном своїм молодшим синам та їхнім синам після них, хоча вони могли бути повторно повернуті до королівського домену, якщо останній сеньйор не мав спадкоємців чоловічої статі) відчужила великі території від королівського домену та створила небезпечні конкуруючі території (особливо Бургундське герцогство в XIV—XV століттях).